# Artemisiospiza belli
El gorrión troglodita o chingolo de Bell (Amphispiza belli) es una especie de ave paseriforme de la familia Passerellidae propia de las zonas semiáridas del oeste de América del Norte, desde Canadá hasta el norte de México. Su nombre conmemora al taxidermista y recolector natural estadounidense John Graham Bell (1812-1899).
Es un gorrión de 13 a 15 cm de longitud del pico a la cola. No presenta dimorfismo sexual. Es grisáceo, pero puede ser más o menos oscuro, dependiendo la población. En general, se diferencia por las mejillas oscuras bordeadas con claro y por una mancha oscura en el centro del pecho. Adicionalmente, las partes ventrales son más claras, con manchas en los costados del pecho, y un patrón listado de pardo en tonos claros y oscuros en espalda y alas encontramos. La cola es parda oscura.
Se encuentra en arbustos de áreas áridas y en chaparrales, principalmente asociado a Artemisia, pero también a Adenostoma fasciculatum y en comunidades halófilas de Atriplex.
La población más ampliamente distribuida (subespecie nevadensis) se reproduce en el interior del oeste de los Estados Unidos, entre las Montañas Rocosas y las cordilleras costeras. Inverna en los estados fronterizos del sur de los Estados Unidos, así como en los estados mexicanos de Sonora y Chihuahua. Una subespecie relacionada (canescens) se reproduce en el centro-sur de California. 
Otras tres subespecies son residentes en el oeste. La subespecie oscura belli en las cordilleras costeras de California y en parte de la pendiente occidental de la Sierra Nevada hacia el sur hasta los 29° N en la Península de Baja California. La subespecie clementeae, también oscura, se halla confinada a la Isla de San Clemente (parte del Archipiélago del Norte). La subespecie cinerea habita en el occidente de Baja California, desde los 29° N hasta los 26° 45' N. Estas subespecies suelen ser consideradas como una especie diferente de las poblaciones migratorias del interior.
Aunque el número de gorriones trogloditas es relativamente elevado, la pérdida de comunidades de Artemisia podría disminuir sus poblaciones en el futuro próximo. A. b. clementeae está listada como una subespecie amenazada desde 1977.